# بال خمیده

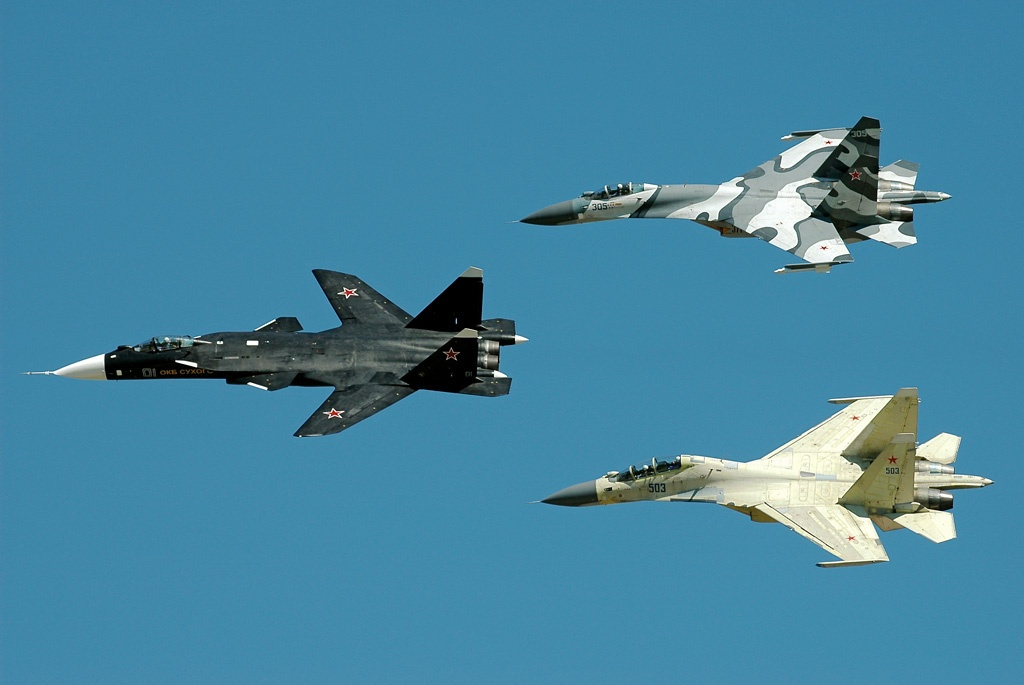
سوخو-۴۷ توسط دو سوخو-۲۷ تعقیب می‌شود. سوخو-۴۷ دارای بالهای پیش خمیده می‌باشد، در حالی که سوخو-۲۷ دارای طراحی متعارف تر بال پس خمیده می‌باشد.
.

بال خمیده، بالی است که به جای عمود بر بدنه هواپیما، از ریشه خود به سمت عقب (پس خمیده) یا گاهی به جلو (پیش خمیده) زاویه دارد.
بال‌های خمیده از دوران ابتدایی هوانوردی مورد استفاده قرار می‌گرفت. خم کردن بال‌ها در سرعت بالا برای اولین بار در سال ۱۹۳۵ در آلمان توسط آلبرت بتس و آدولف بوزه مان مورد بررسی قرار گرفته و درست قبل از پایان جنگ جهانی دوم کاربردی شد.